# محوطه نوده پشنگ
محوطه نوده پشنگکه با نام محلی "پشته" با ضم "پ" نیز از آن یاد می‌شود، مربوط به هزاره سوم قبل از میلاد است و در شهرستان گناباد، روستای نوده پشنگ واقع شده و این اثر در تاریخ ۲۵ اسفند ۱۳۸۰ با شمارهٔ ثبت ۵۰۱۹ به‌عنوان یکی از آثار ملی ایران به ثبت رسیده است.